# Typ-30-Bajonett
Das Typ 30 Bajonett (japanisch 三十年式銃剣 Sanjunen-shiki jūken) war ein Seitengewehr (Bajonett) der Kaiserlich Japanischen Streitkräfte, das von 1897 (Jahr 30 der Herrschaft des Meiji-Tennōs, daher die Typbezeichnung) bis Ende 1945 eingesetzt wurde.

## Beschreibung
Das Bajonett konnte auf das Gewehr Arisaka Typ 30 aufgesteckt werden. Später wurde es auch mit dem Arisaka Typ 38 und Arisaka Typ 99 verwendet. Zwischen 1897 und 1945 wurden über 8,4 Millionen Exemplare produziert und waren vom Russisch-Japanischen Krieg bis zum Ende des Zweiten Weltkriegs im Einsatz.

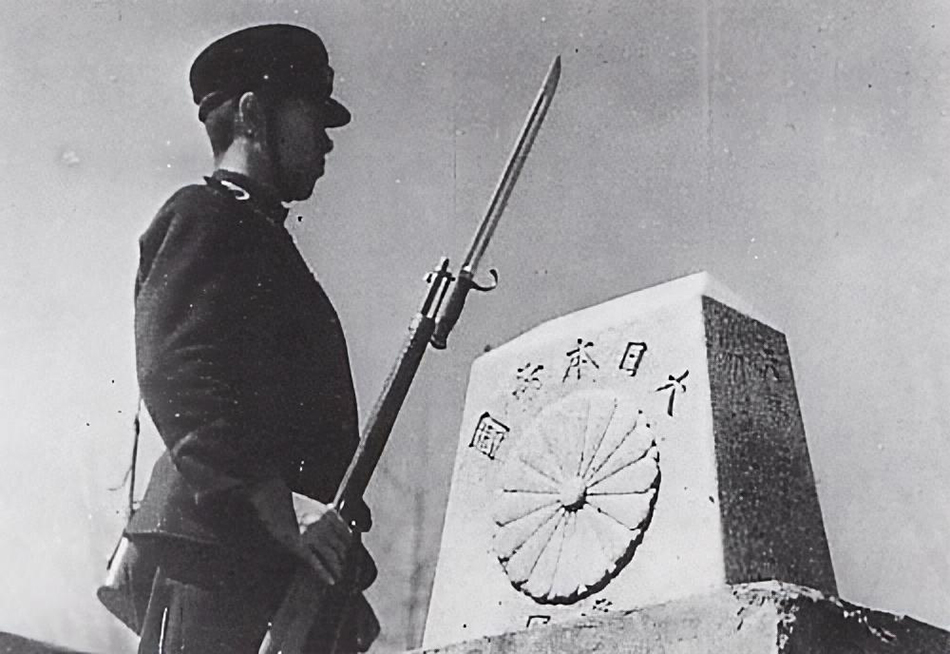
Japanischer Grenzsoldat auf Sachalin mit aufgepflanztem Typ 30 Bajonett

Das Bajonett ist ein einseitig geschliffenes Schwertbajonett mit einem Gewicht von 700 Gramm. Die Klinge hat eine Länge von 400 Millimetern. Die Gesamtlänge inklusive Griff beträgt 514 Millimeter. Aufgesteckt auf das Arisaka Typ 30 überragte es den durchschnittlichen japanischen Soldaten.
Hintergrund zur großen Länge des Bajonetts war der Gedanke, dem japanischen Infanteristen die Möglichkeit zu geben, sich gegen angreifende Kavallerie zur Wehr zu setzen. Trotz seiner großen Verbreitung litt das Typ 30 auch an Schwächen, wie zum Beispiel die schlechte Verarbeitung, schnelles Verrosten und leichtes Verbiegen.
Hergestellt wurden die Bajonette unter anderem von Matsushita Kinzoku KK (Matsushita Metalworking Corp), Kokura Army Arsenal, Matshusita National Denki und anderen. Die Bajonette variierten leicht in ihrer Verarbeitung.